# Punte Wheatstone

Diagrama de circuit la puntea Wheatstone

Direcțiile curenților sunt indicate pentru un caz arbitrar ales

Puntea Wheatstone este un circuit electric folosit pentru măsurarea mărimii rezistenței electrictrice necunoscute a unui rezistor prin echilibrarea celor două ramuri ale sale, din care una  are  inclusă și rezistența necunoscută. A fost concepută de Samuel Hunter Christie si popularizată de Charles Wheatstone.
Este folosită, printre altele, în termometria bazată pe rezistența electrică. Termometrul cu rezistență constă într-un fir subțire închis într-un tub de argint cu pereți subțiri.